# Вінтертур
Ві́нтерту́р (нім. Winterthur) — місто в північній частині Швейцарії, окружний центр, розташоване в кантоні Цюрих. Входить до складу округу Вінтертур.
Місто є шостим з міст Швейцарії за кількістю мешканців, із чисельністю понад 109 тис. осіб (на 2016 рік). На місцевому діалекті мешканці називають його скорочено — Вінті. У Швейцарії Вінтертур називають «місто музеїв» — у місті розташована велика кількість художніх музеїв, у тому числі Музей фотографії і Музей Технорама. Крім цього, Вінтертур є великим промисловим центром Швейцарії.
Однією з переваг міста є його транспортна доступність. Місто сполучене залізницею з основними містами як Швейцарії, так і сусідніх країн: Німеччини, Італії. Його відділяють всього лише 19 хвилин від Цюриха і 13 хвилин від аеропорту Цюриха. Через Вінтертур проходять автомагістралі на Женеву (автомагістраль А1), Шаффгаузен (автомагістраль А4) і на кордон з Німеччиною, у місто Кройцлінген (автомагістраль А7).

## Географія
Місто розташоване на відстані близько 115 км на північний схід від Берна, 20 км на північний схід від Цюриха.
Вінтертур має площу 68,1 км², з яких на 33,6% дозволяється будівництво (житлове та будівництво доріг), 24,8% використовуються в сільськогосподарських цілях, 40,4% зайнято лісами, 1,1% не є продуктивними (річки, льодовики або гори).

## Демографія
2019 року в місті мешкало 113 173 особи (+11,7% порівняно з 2010 роком), іноземців було 24,5%. Густота населення становила 1663 осіб/км².
За віковим діапазоном населення розподілялося таким чином: 20% — особи молодші 20 років, 63,8% — особи у віці 20—64 років, 16,2% — особи у віці 65 років та старші. Було 51567 помешкань (у середньому 2,2 особи в помешканні).
Із загальної кількості 73 339 працюючих 184 було зайнятих в первинному секторі, 12 136 — в обробній промисловості, 61 019 — в галузі послуг.

## Відомі особистості

### Народились
- Анна Барбара Рейнгарт (1730 — 1796) — швейцарська математикиня.

### Померли
- Йоганн Каспар Фюсслі (1743—1786) — швейцарський ентомолог.

## Міста-партнери
- Галль-ін-Тіроль, Австрія
- Івердон-ле-Бен, Швейцарія
- Ла-Шо-де-Фон, Швейцарія
- Пльзень, Чехія